# 液体鏡式宇宙望遠鏡
液体鏡式宇宙望遠鏡は、水銀のような反射液体を主鏡として使用する反射式宇宙望遠鏡の概念である。
この種の望遠鏡には複数の設計がある。
- Twirled Pail: 一方に主鏡が備えられた構造体で他方が釣り合い錘とカメラで構成され、鏡構造体の表面を加速するために回転して遠心力を生じる。
- ハーフトロイダル: ドーナツが回転する事で壁面に押しつけられるように遠心力が生じて放物面を生じる。カメラはドーナツの中央部に備えられる。ドーナツの幅は任意の大きさである。光学素子には頻繁に回転軸の方向を変えずに済むように大型の平面鏡を備える。
- 気球: 内部に反射液を備えた気球が回転してそれ自体が放物面を形作る。内部の平面鏡が放物面鏡に光を導く。
- 継続加速ロケットイオンロケットや類似の推進器を備えた宇宙機によって、直線的な加速を長期間にわたって維持する。宇宙機は回転する液体鏡を備え、回転軸は加速方向と平行である。宇宙機はどの方向にでも加速できるので主鏡はどの方向にでも向ける事が出来る。回転軸は1軸のみなのでジャイロ効果は無い。

このような宇宙望遠鏡は地上に設置された液体望遠鏡に似ている。しかしながら、水銀鏡を回転して放物面を生成する為に必要な地球の重力が無いので人工重力が代わりに必要になる。
液体反射鏡の形成には他の可能性も含まれる。
- 粘稠上の磁場や部分的な磁性流体
- 反射液上での慣性圧力や表面張力
- 液体で反射表面で望遠鏡を生成するが望遠鏡の主鏡で使用するための冷却効果に依存する

概念は超大型宇宙望遠鏡への適用可能性が見られ、液体鏡は従来のガラス材の主鏡と比較して大幅に廉価で軽量に展開できると予想される。